# Rezj
Rezj (ryska Реж) är en stad i Sverdlovsk oblast i Ryssland. Den ligger vid floden Rezj, 83 kilometer nordost om Jekaterinburg. Folkmängden uppgår till cirka 38 000 invånare.

## Historia
Bosättningen grundades 1773 runt en industri för metallframställning. Stadsrättigheter erhölls 1943.